# Shahbaz Ahmed
Shahbaz Ahmed (Urdu: شہباز احمد) (Faisalabad, 1 september 1968) is een voormalig Pakistaans hockeyer.
Ahmed wordt gerekend tot de beste aanvallers in de hockeywereld. Hij debuteerde in de Pakistaanse hockeyploeg in 1986. Hij was de aanvoerder van het team tijdens het Wereldkampioenschap 1994, waar Pakistan in de finale won van Nederland na strafballen. Na de Olympische Spelen 1996 speelde Shahbaz in de Nederlandse Hoofdklasse voor Oranje Zwart en later bij Harvestehuder THC in Duitsland.
The Man With The Electric Heels bijgenaamd nam met de Pakistaanse ploeg deel aan drie Olympische Spelen.  Daarnaast speelde hij mee op twee Wereldkampioenschappen. Met 304 wedstrijden is Ahmed recordinternational voor de Pakistaanse ploeg. Na Atlanta 1996 nam hij afscheid als international.

## Erelijst
- 1989 –  Aziatisch kampioenschap in New Delhi (India)
- 1992 –  Olympische Spelen in Barcelona (Spanje)
- 1994 –  WK hockey in Sydney (Australië)
- 1994 –  Champions Trophy in Lahore (Pakistan)
- 1995 –  Champions Trophy in Berlijn